# Peccatum
Peccatum (łac. grzech) – norweska grupa muzyczna wykonująca awangardowy black metal. Grupa powstała w 1998 roku w Notodden z inicjatwy Heidi S. Tveitan pseud. Ihriel, Vegarda Sverre Tveitana pseud. Ihsahn (mąż Ihriel) oraz Lorda PZ (brat Ihriel). Muzyka zespołu inspirowania jest wieloma gatunkami muzyki m.in. rockiem progresywnym, gothic metalem czy operą.
Na początku marca 2006 roku państwo Tveitan, jako ostatni członkowie zespołu, ogłosili jego rozwiązanie z powodu rozwoju ich projektów solowych. W przypadku Ihriel jest to Star of Ash.

## Muzycy
- Vegard "Ihsahn" Tveitan – gitara elektryczna, gitara basowa, instrumenty klawiszowe, śpiew
- Heidi "Ihriel" Tveitan – śpiew, instrumenty klawiszowe, sample
- Pål "Lord Pz" Solberg – śpiew

## Dyskografia
| Albumy studyjne - Strangling From Within (1999, Candlelight Records) - Amor Fati (2000, Candlelight Records) - Lost In Reverie (2004, Mnemosyne Productions) | Minialbumy - Oh, My Regrets (2000, Candlelight Records) - The Moribund People (2005, Mnemosyne Productions) |